# Powiat Beroun

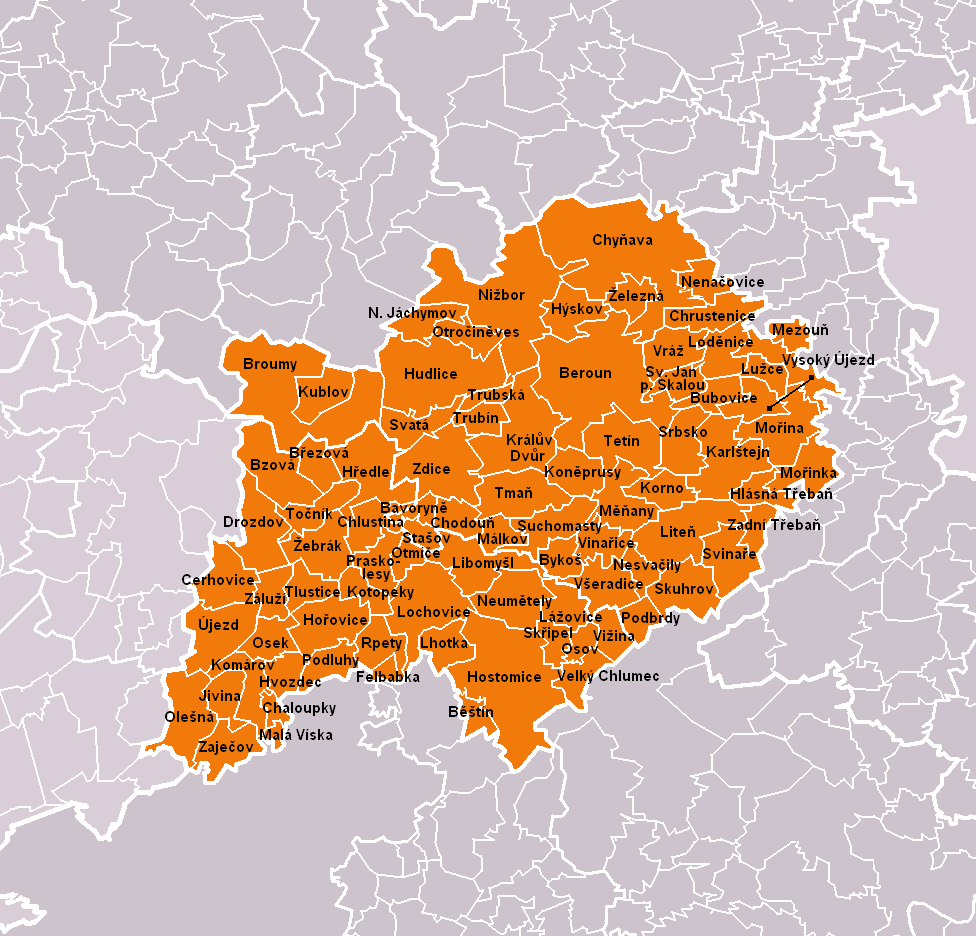
Powiat Beroun

Powiat Beroun (czes. Okres Beroun) – powiat w Czechach, w kraju środkowoczeskim.
Jego siedziba znajduje się w mieście Beroun. Powierzchnia powiatu wynosi 661,9 km², zamieszkuje go 76 773 osób (gęstość zaludnienia wynosi 116,15 mieszkańców na 1 km²). Powiat ten liczy 85 miejscowości, w tym 6 miast.
Od 1 stycznia 2003 powiaty nie są już jednostką podziału administracyjnego Czech. Podział na powiaty zachowały jednak sądy, policja i niektóre inne urzędy państwowe. Został on również zachowany dla celów statystycznych.

## Struktura powierzchni
Według danych z 31 grudnia 2003 powiat ma obszar 661,9 km², w tym:
- użytki rolne - 52.87%, w tym 74.55% gruntów ornych
- inne - 47.13%, w tym 75.67% lasów
- liczba gospodarstw rolnych: 360

## Demografia
Dane z 31 grudnia 2003:
| Opis        | Ogółem | Kobiety      | Mężczyźni    |
| ----------- | ------ | ------------ | ------------ |
| populacja   | 76 773 | 39021 50,83% | 37752 49,17% |
| średni wiek | 39,5   | 41,38        | 38,40        |

- gęstość zaludnienia: 116,15 mieszk./km²
- 40,64% ludności powiatu mieszka w miastach.

## Zatrudnienie
| Mieszkańcy ze stałym zatrudnieniem | 19 125       |
| Średnia pensja miesięczna          | 16 754 koron |
| Bezrobotni                         | 2 308        |
| Stopa bezrobocia                   | 5.53%        |

## Szkolnictwo
W powiecie Beroun działają:
| Rodzaj szkoły                   | Liczba szkół |
| ------------------------------- | ------------ |
| Przedszkola                     | 49           |
| Szkoły podstawowe               | 39           |
| Gimnazja                        | 2            |
| Szkoły średnie techniczne       | 7            |
| Szkoły średnie ogólnokształcące | 2            |
| Szkoły wyższe                   | 1            |

## Służba zdrowia
| Lekarze                               | 245 |
| Szpitale                              | 2   |
| Specjalistyczne ośrodki terapeutyczne | 1   |
| Gabinety dentystyczne                 | 36  |
| Apteki                                | 16  |